# Ocystola abares
Ocystola abares är en fjärilsart som beskrevs av Turner 1941. Ocystola abares ingår i släktet Ocystola och familjen praktmalar, Oecophoridae. Inga underarter finns listade i Catalogue of Life.